# Casa de Câmara e Cadeia de Pirenópolis
A Casa de Câmara e Cadeia de Pirenópolis, na cidade de mesmo nome, foi a primeira cadeia do estado de Goiás, sendo construída em 1733 no Largo da Matriz de Pirenópolis.
A casa histórica foi demolida em 1919, construindo-se uma réplica no Largo da Ponte Velha. Em 1999, devido às péssimas condições em que se encontrava, a Câmara Municipal deixou o local, ocupado provisoriamente pelo Corpo de Bombeiros. Em 2005 começou uma restauração promovida pelo Iphan, com um custo de 240 mil reais dos cofres federais. Após o restauro foi criado no local o Museu do Divino Espírito Santo.
Nos dias de hoje, a placa que se encontra na frente da construção ainda a identifica tanto como a Casa da Câmara e Cadeia quanto como ao Museu do Divino Espírito Santo. Mas desde que a cadeia pública de Pirenópolis deu lugar a mais uma fonte turística da cidade histórica houve muita dificuldade em realocar os presos, pois as cidades vizinhas começaram a apresentar uma grande relutância para recebê-los. Em 2005, mesmo ano em que foi desativada a cadeia, Marconi Perillo, governador do estado de Goiás na época, prometeu construir uma nova cadeia para Pirenópolis, mas por muito tempo a situação continuou a mesma, adiando o começo das obras para o primeiro semestre de 2013.

## Museu do Divino
O Museu do Divino foi inaugurado em 7 de outubro de 2009, em alusão às comemorações pelo 282º aniversário da fundação da cidade. O museu abriga peças relativas à Festa do Divino de Pirenópolis.